# 1994年の野球
1994年の野球（1994ねんのやきゅう）では、1994年の野球界における動向をまとめる。

## 競技結果

### 日本プロ野球

#### ペナントレース
| 順位 | 球団               | 勝 | 敗 | 分 | 勝率 | 差   |
| 1位  | 読売ジャイアンツ   | 70 | 60 | 0  | .538 | 優勝 |
| 2位  | 中日ドラゴンズ     | 69 | 61 | 0  | .531 | 1.0  |
| 3位  | 広島東洋カープ     | 66 | 64 | 0  | .508 | 4.0  |
| 4位  | ヤクルトスワローズ | 62 | 68 | 0  | .477 | 8.0  |
| 4位  | 阪神タイガース     | 62 | 68 | 0  | .477 | 8.0  |
| 6位  | 横浜ベイスターズ   | 61 | 69 | 0  | .469 | 9.0  |

| 順位 | 球団                       | 勝 | 敗 | 分 | 勝率  | 差   |
| 1位  | 西武ライオンズ             | 76 | 52 | 2  | .594  | 優勝 |
| 2位  | オリックス・ブルーウェーブ | 68 | 59 | 3  | .5354 | 7.5  |
| 2位  | 近鉄バファローズ           | 68 | 59 | 3  | .5354 | 7.5  |
| 4位  | 福岡ダイエーホークス       | 69 | 60 | 1  | .5349 | 7.5  |
| 5位  | 千葉ロッテマリーンズ       | 55 | 73 | 2  | .430  | 21.0 |
| 6位  | 日本ハムファイターズ       | 46 | 79 | 5  | .368  | 28.5 |

##### 終盤のセ・リーグ優勝争い等
『プロ野球70年史』は、この年の見出しを「10.8決戦とイチロー旋風」としている。
その10.8決戦のあったセ・リーグは、終盤に各チームの勝率が接近して、順位争いがプロ野球史上まれに見る混戦となった。
8月18日、巨人は中日を破ってマジックナンバー25を点灯させた。この時点で巨人の優勝が確実との見方もあった。また、巨人側から見ると、この試合は、このシーズン5勝を与えることとなった「苦手」今中慎二を攻略したという意味もある。
- 8月18日時点でのセ・リーグ順位表は次のとおり。

| 順位 | 球団               | 勝利 | 敗戦 | 引分 | 勝率 | ゲーム差 |
| ---- | ------------------ | ---- | ---- | ---- | ---- | -------- |
| 1位  | 読売ジャイアンツ   | 58   | 42   | 0    | .580 | -        |
| 2位  | 中日ドラゴンズ     | 52   | 48   | 0    | .520 | 6.0      |
| 3位  | 阪神タイガース     | 50   | 51   | 0    | .495 | 8.5      |
| 4位  | 広島東洋カープ     | 48   | 50   | 0    | .480 | 9.0      |
| 5位  | 横浜ベイスターズ   | 45   | 53   | 0    | .459 | 12.0     |
| 6位  | ヤクルトスワローズ | 44   | 53   | 0    | .454 | 12.5     |

ところが、巨人が7月から9月の各月とも負け越し、マジックナンバーは17まで減らしたものの、8月30日に中日に敗れて消滅した。さらに、広島、中日とのゲーム差がすぐに近づいていった。
特に、中日は8月に8連敗し、監督の髙木守道にシーズン限りの解任を通告していた。しかし、奮起して、9月を11勝3敗で、9月に4勝10敗の巨人をとらえ、広島を優勝争いから脱落させた。9月28日、ナゴヤ球場での中日-巨人戦で、1回に立浪和義が巨人先発桑田真澄から放った本塁打による1点を先発郭源治から先発登板することもあった佐藤秀樹、さらに翌日の両チーム間の試合が台風接近により中止になることを見越して今中を抑えに投入して1-0で中日が勝利し、巨人と同率で並んだ。巨人の監督の長嶋茂雄は10月8日に「（9月29日に中止になった中日戦を）やっていたら中日の勢いからいってやられただろうし、（中略）まさにあの"ハリケーン"は神風だった」と振り返り、後年、落合博満は、この時期の巨人のチーム状態について「2試合とも中止になることを願っていた」と述べた。
その後両チームとも試合がなく迎えた9月30日、リーグは、この中止になった中日対巨人戦（第26回戦）を10月8日に組み込むことを含めた「追加日程」を発表した。この時点で、優勝争いは、同率で並び、ともに5試合を残していた巨人と中日にほぼ絞られていた。
10月6日は、一旦巨人が1ゲーム差をつけて迎えたが、中日が勝ち、巨人が敗れて、再び同率となった。結局両者とも同率で並んでから3勝1敗で8日の最終決戦を迎えた。
8日の決戦は、巨人が6-3で勝ち、優勝決定となった。先に解任通告を受けた高木監督については、終盤の優勝争いで、球団側が事実上、解任通告を撤回し、13日に同監督も辞意を撤回して、留任となった。

###### 10.8決戦と同率最終戦での最下位決定戦
1994年のセ・リーグは同率で並んだ2チームが最終戦で直接対戦して優勝が決定した（10.8決戦）。一方で最下位も同率で並んだ2チームが最終戦で直接対戦して決定した。
10月7日の時点で単独5位だった横浜ベイスターズは8日に試合の予定がなかったが、単独最下位だったヤクルトスワローズが同日に行われた129試合目で広島東洋カープに勝ったため、ヤクルトと横浜が61勝68敗の同率で並んだ。この時点で既に公式戦全日程を終了した広島の3位と阪神タイガースの4位は確定しており、両チームにとっての最終戦となる「ヤクルト対横浜」の直接対決で敗れたチームが最下位を確定することになった。この試合は10.8決戦と同様に、9月30日にセ・リーグから発表された「追加日程」に含まれていたもので、同年のリーグ公式戦最終試合でもあった。
10月9日に神宮球場で行われた試合はヤクルトが西村龍次、横浜が斎藤隆の先発で始まった。横浜は6回表に1点を先制したが、ヤクルトは8回裏に同点とすると、9回裏には城友博が横浜のリリーフ盛田幸妃から適時打を打ち、2-1でサヨナラ勝ち。勝利投手は高津臣吾、敗戦投手は斎藤隆。これによりヤクルトは阪神と並んで同率4位となり、横浜のリーグ最下位およびセ・リーグ全成績が確定した。

#### 日本シリーズ
| 日付                                    | 試合   | ビジター球団（先攻） | スコア | ホーム球団（後攻） | 開催球場           |
| --------------------------------------- | ------ | -------------------- | ------ | ------------------ | ------------------ |
| 10月22日（土）                          | 第1戦  | 西武ライオンズ       | 11 - 0 | 読売ジャイアンツ   | 東京ドーム         |
| 10月23日（日）                          | 第2戦  | 西武ライオンズ       | 0 - 1  | 読売ジャイアンツ   | 東京ドーム         |
| 10月24日（月）                          | 移動日 | 移動日               | 移動日 | 移動日             | 移動日             |
| 10月25日（火）                          | 第3戦  | 読売ジャイアンツ     | 2 - 1  | 西武ライオンズ     | 西武ライオンズ球場 |
| 10月26日（水）                          | 第4戦  | 読売ジャイアンツ     | 5 - 6  | 西武ライオンズ     | 西武ライオンズ球場 |
| 10月27日（木）                          | 第5戦  | 読売ジャイアンツ     | 9 - 3  | 西武ライオンズ     | 西武ライオンズ球場 |
| 10月28日（金）                          | 移動日 | 移動日               | 移動日 | 移動日             | 移動日             |
| 10月29日（土）                          | 第6戦  | 西武ライオンズ       | 1 - 3  | 読売ジャイアンツ   | 東京ドーム         |
| 優勝：読売ジャイアンツ（5年ぶり18回目） |        |                      |        |                    |                    |

#### 個人タイトル
|                | セントラル・リーグ | セントラル・リーグ | セントラル・リーグ | パシフィック・リーグ | パシフィック・リーグ | パシフィック・リーグ |
| タイトル       | 選手               | 球団               | 成績               | 選手                 | 球団                 | 成績                 |
| -------------- | ------------------ | ------------------ | ------------------ | -------------------- | -------------------- | -------------------- |
| 最優秀選手     | 桑田真澄           | 巨人               |                    | イチロー             | オリックス           |                      |
| 最優秀新人     | 藪恵市             | 阪神               |                    | 渡辺秀一             | ダイエー             |                      |
| 首位打者       | A.パウエル         | 中日               | .324               | イチロー             | オリックス           | .385                 |
| 本塁打王       | 大豊泰昭           | 中日               | 38本               | R.ブライアント       | 近鉄                 | 35本                 |
| 打点王         | 大豊泰昭           | 中日               | 107点              | 石井浩郎             | 近鉄                 | 111点                |
| 最多安打       | 野村謙二郎         | 広島               | 169本              | イチロー             | オリックス           | 210本                |
| 盗塁王         | 野村謙二郎         | 広島               | 37個               | 佐々木誠             | 西武                 | 37個                 |
| 最高出塁率     | T.オマリー         | 阪神               | .429               | イチロー             | オリックス           | .445                 |
| 最優秀防御率   | 郭源治             | 中日               | 2.45               | 新谷博               | 西武                 | 2.91                 |
| 最多勝利       | 山本昌広           | 中日               | 19勝               | 伊良部秀輝           | ロッテ               | 15勝                 |
| 最多奪三振     | 桑田真澄           | 巨人               | 185個              | 伊良部秀輝           | ロッテ               | 239個                |
| 最高勝率       | 紀藤真琴           | 広島               | .762               | 郭泰源               | 西武                 | .722                 |
| 最優秀救援投手 | 高津臣吾           | ヤクルト           | 27SP               | 赤堀元之             | 近鉄                 | 33SP                 |

#### ベストナイン
|          | セントラル・リーグ | セントラル・リーグ | パシフィック・リーグ | パシフィック・リーグ |
| 守備位置 | 選手               | 球団               | 選手                 | 球団                 |
| -------- | ------------------ | ------------------ | -------------------- | -------------------- |
| 投手     | 山本昌広           | 中日               | 伊良部秀輝           | ロッテ               |
| 捕手     | 西山秀二           | 広島               | 吉永幸一郎           | ダイエー             |
| 一塁手   | 大豊泰昭           | 中日               | 石井浩郎             | 近鉄                 |
| 二塁手   | 和田豊             | 阪神               | 福良淳一             | オリックス           |
| 三塁手   | 江藤智             | 広島               | 松永浩美             | ダイエー             |
| 遊撃手   | 川相昌弘           | 巨人               | 広瀬哲朗             | 日本ハム             |
| 外野手   | 前田智徳           | 広島               | イチロー             | オリックス           |
| 外野手   | A.パウエル         | 中日               | 佐々木誠             | 西武                 |
| 外野手   | G.ブラッグス       | 横浜               | K.ライマー           | ダイエー             |
| 指名打者 |                    |                    | R.ブライアント       | 近鉄                 |

### 高校野球
- 第66回選抜高等学校野球大会優勝 智弁和歌山（和歌山県）　　　　　
  - 後に夏の甲子園でも優勝するほどの強豪校となる智弁和歌山が初優勝を果たした。横浜高校やPL学園など、当時の強豪校を破り、決勝では常総学院を7-5で破った。

- 第76回全国高等学校野球選手権大会優勝 佐賀商業（佐賀県）　　
  - 佐賀県勢初の優勝を遂げている。1907年に設立され、1920年に県立高校となった佐賀商業の活躍は、佐賀県民の間で「奇跡」と呼ばれた。
  - なお、13年後の2007年に佐賀北高校が佐賀県勢二度目の優勝を果たし「がばい旋風」と呼ばれた。

### メジャーリーグ
選手会側が8月12日から232日間におよぶ史上最長のストライキ（1994年から1995年のMLBストライキ）に突入。その影響でワールドシリーズ（1994年のワールドシリーズ）が90年ぶりに中止になってしまった。

## できごと

### 1月
- 1月12日 - 【MLB】スティーブ・カールトンのアメリカ野球殿堂入りが、全米野球記者協会の投票で決定[11]。
- 1月13日 - 第66回選抜高等学校野球大会の第2回運営大会が開かれ、開会式の入場行進曲にZARDの「負けないで」を採用することを決定[11]。
- 1月19日 - 競技者表彰委員会は野球殿堂入りを決める記者投票を開票し、王貞治、与那嶺要を選出したと発表。王は初候補での殿堂入りで、これは1960年第1回でのヴィクトル・スタルヒン以来2人目[12][11]。
- 1月28日 - オリックスは前阪神タイガースの岡田彰布の入団を発表[13][14]。

### 2月
- 2月7日 - 【MLB】NBAのマイケル・ジョーダンがシカゴ・ホワイトソックスとマイナー契約。
- 2月25日 - 【MLB】フィル・リズートとレオ・ドローチャーのアメリカ野球殿堂入りが、ベテランズ委員会の選出で決定[15]。

### 3月
- 3月1日 - 前オリックス・ブルーウェーブの西本聖が入団テストを経て読売ジャイアンツに入団[15]。
- 3月26日 - 第66回選抜高等学校野球大会（阪神甲子園球場）で、金沢の中野真博が対江の川戦で完全試合達成[16]。

### 4月
- 4月4日
  - 【MLB】メジャーリーグベースボール開幕戦でシカゴ・カブスのタフィー・ローズが、ニューヨーク・メッツのドワイト・グッデンから、第1打席から3打席連続本塁打。開幕戦で最初の3打席連続本塁打はMLB史上初（リグレー・フィールド）[17]。
  - 第66回選抜高等学校野球大会の決勝戦が阪神甲子園球場で行われ、智弁和歌山が常総学院を7-5で破り初優勝。
- 4月7日
  - 東京六大学野球連盟は春季リーグ戦より女子選手の出場を認める[16]。
  - オリックス・ブルーウェーブは佐藤和弘を「パンチ」に、鈴木一朗を「イチロー」と登録名を変更することを正式に発表[17]。
- 4月9日
  - プロ野球のセントラル・リーグ、パシフィック・リーグの公式戦が開幕[18]。
  - 西武の伊東勤が西武球場での対近鉄1回戦の九回裏一死満塁の場面で1号サヨナラ満塁本塁打を打ち、プロ通算1000安打を達成。開幕戦でのサヨナラ満塁本塁打は史上初[19]。
  - 日本ハムの西崎幸広が東京ドームでの対ロッテ1回戦の四回表に定詰雅彦から三振を奪い、プロ通算1000奪三振を達成[20]。
- 4月10日 - 西武の石毛宏典が西武球場での対近鉄2回戦の八回裏に犠打を決め、プロ通算200犠打を達成[21]。
- 4月13日 - オリックスの福良淳一が東京ドームでの対日本ハム1回戦の五回表に二塁手として551回連続守備機会無失策記録のプロ野球新記録を達成[22]。
- 4月16日 - 巨人の落合博満が東京ドームでの対ヤクルト2回戦の七回裏に二塁打を打ち、プロ通算300二塁打を達成[23]。
- 4月19日 - オリックスの佐藤義則がグリーンスタジアム神戸での対ロッテ1回戦に先発し3-0の完封で2勝目を挙げ、プロ通算150勝を達成[24]。
- 4月22日 - 巨人の川相昌弘が東京ドームでの対阪神1回戦の一回裏に犠打を決め、セ・リーグの通算最多犠打のタイ記録となる264犠打[25]。
- 4月26日 - 大宮市営球場でのイースタン・リーグ、西武対ヤクルトスワローズ戦において、ヤクルトの先発山部太がノーヒット・ノーランを達成し、対する西武の先発の竹下潤も失策と犠打による1失点の無安打で抑え、日本プロ野球の公式戦では史上初の両軍無安打試合を達成[26]。
- 4月28日 - 巨人の川相昌弘が広島市民球場での対広島1回戦の二回表に犠打を決め、セ・リーグ新記録となる通算265犠打を達成[27]。

### 5月
- 5月4日 - 西武球場での西武対日本ハム5回戦で、西武の清原和博が二回裏に3号本塁打を打ち、プロ通算250本塁打を達成[28]。日本ハムの大島康徳が八回表二死満塁の場面で代打で登場して1号満塁本塁打を打ち、プロ野球史上最年長となる43歳6月で満塁本塁打を記録[29]。
- 5月6日 - 巨人の斎藤雅樹が東京ドームでの対中日4回戦の二回表に大豊泰昭から三振を奪い、プロ通算1000奪三振を達成[30]。
- 5月11日
  - 神宮球場でのヤクルト対巨人5回戦で、巨人の村田真一が頭部に死球を受け負傷退場。7回表にはヤクルトの西村龍次が巨人のダン・グラッデンに投げた内角球を巡り両軍入り乱れての乱闘に発展[31]。
  - ヤクルトはダイエーの広永益隆を金銭トレードで獲得したと発表[32]。
- 5月18日 - 福岡ドームでの巨人対広島7回戦で巨人の先発・槙原寛己が完全試合を達成（槙原寛己の完全試合）[33]。この試合で屋鋪要が9回表から中堅手として出場し、プロ通算1500試合出場を達成[34]。巨人はこの試合で公式戦通算7000試合。
- 5月31日 - 巨人の槙原寛己が東京ドームでの対中日7回戦の五回表に仁村徹から三振を奪い、プロ通算1500奪三振を達成[35]。

### 6月
- 6月8日 - 西武の鹿取義隆が東京ドームでの対日本ハム11回戦の一回裏無死一、二塁の場面で、腰痛で4球で降板した村田勝喜に代わって救援登板、9回最後まで投げて2-1で勝利投手となる[36]。
- 6月9日 - 阪神の石嶺和彦が岡山での対広島11回戦の四回表に9号2点本塁打を打ち、プロ通算250本塁打を達成[37]。
- 6月10日 - 中日は1991年オフに大洋を解雇され本年から打撃投手として採用していた中山裕章を支配下選手登録し、中山は2年ぶりの現役復帰を果たした[38][39]。
- 6月11日
  - 中日の立浪和義がナゴヤ球場での対巨人10回戦で失策し、セ・リーグ記録を更新中だった二塁手の連続守備機会無失策が712で止まる[40]。
  - 近鉄のラルフ・ブライアントが東京ドームでの対日本ハム11回戦の七回表に三振し、プロ野球通算1000奪三振を記録[41]。
- 6月12日 - 西武の石毛宏典が西武球場での対ダイエー11回戦でプロ通算1000得点を達成[42]。
- 6月16日 - 巨人の吉田修司と福岡ダイエーホークスの岸川勝也の交換トレードが成立し、両球団から発表される[43]。
- 6月18日 - ロッテの愛甲猛が千葉マリンスタジアムでの対ダイエー12回戦の四回裏に安打を打ち、プロ通算1000安打を達成[44]。
- 6月26日
  - 巨人の原辰徳が横浜スタジアムでの対横浜14回戦の一回表に二塁打を打ち、プロ通算3000塁打を達成[45]。
  - 日本ハムのマット・ウインタースが東京ドームでの対オリックス15回戦の六回裏に12号3点本塁打を打ち、プロ野球通算150本塁打を達成[46]。
- 6月29日 - オリックスのイチローが日生球場での対近鉄12回戦で4打数4安打を打ち、打率が4割7厘に。60試合以上経過し規定打席に到達した打者で打率が4割を超えたのは89年の巨人のウォーレン・クロマティ以来史上5人目[47]。

### 7月
- 7月1日 - 近鉄の野茂英雄が西武球場での対西武12回戦に先発し、プロ野球新記録の1試合16与四球。プロ野球史上初の先発完投した投手による毎回与四球[48]。
- 7月6日 - 巨人の桑田真澄が甲子園球場での対阪神15回戦に先発して1失点で完投勝ちし8勝目を挙げ、プロ通算100勝を達成[49]。
- 7月7日 - ロッテの平野謙が福岡ドームでの対ダイエー15回戦の四回表に右前安打を打ち、プロ通算1500安打を達成[50]。
- 7月12日 - 【MLB】MLBオールスターゲーム開催。結果は延長10回 8対7でナ・リーグが勝利した。
- 7月13日 - 近鉄が石川県営野球場での対ロッテ14回戦でパ・リーグ新記録の1試合52塁打[51]。
- 7月17日 - 西武の工藤公康が福岡ドームでの対ダイエー16回戦に先発し、3回を投げてプロ通算1500投球回を達成[52]。
- 7月22日 - ロッテの宇野勝が今季限りで現役引退する意思を表明[53]。
- 7月25日 - 福岡ダイエーホークスの山本和範がこの日から登録名を「カズ山本」に変更[54]。
- 7月26日 - 阪神の和田豊が甲子園球場での対巨人17回戦の六回裏に右前適時打を打ち、プロ通算1000安打を達成[55]。
- 7月28日 - ヤクルトの広沢克己が神宮球場での対広島17回戦に出場し、プロ通算1000試合連続出場を達成。史上4人目[56]。
- 7月28日 - テキサス・レンジャーズのケニー・ロジャースがテキサスのアーリントンでのカリフォルニア・エンゼルス戦に先発し、メジャー・リーグ史上史上14人目となる完全試合を達成[57]。
- 7月31日
  - オリックスの福良淳一が西武球場での対西武15回戦の7回裏に清原和博の飛球を落とし、二塁手としての連続守備機会無失策の日本プロ野球記録が836で止まる[58]。
  - 阪神の真弓明信が甲子園球場での対横浜18回戦に代打で出場し、プロ通算2000試合出場を達成[59]。

### 8月
- 8月1日 - ボルチモア・オリオールズのカル・リプケン・ジュニアがメトロドームでの対ツインズ戦に出場し、メジャー・リーグ通算2000試合連続出場を達成[60]。
- 8月2日 - 千葉ロッテマリーンズの監督の八木沢荘六が休養し、ヘッドコーチの中西太が監督代行に就任[61]。
- 8月8日 - 第76回全国高等学校野球選手権大会が甲子園で開幕。
- 8月9日 - 近鉄は仙台での対ロッテ18回戦に11対2で勝ち、球団タイ記録の12連勝[62]。
- 8月10日
  - オリックスのイチローが高松での対日本ハム22回戦の一回表に中前安打を打ち、プロ野球新記録の57試合連続出塁を達成[63]。
  - 近鉄は仙台での対ロッテ19回戦に3対1で勝ち、球団新記録の13連勝[64]。
- 8月12日 - グリーンスタジアム神戸でのオリックス対近鉄16回戦で近鉄はオリックスに2対3で敗れ、連勝が13で止まる。オリックスの野田浩司が先発し、プロ野球タイ記録の1試合17奪三振[65]。
- 8月13日 - 巨人の桑田真澄が東京ドームでの対阪神21回戦に先発し、セ・リーグタイ記録の16奪三振[66]。
- 8月21日 - 第76回全国高等学校野球選手権大会の決勝戦が阪神甲子園球場で行われ、佐賀代表の佐賀商が鹿児島代表の樟南を8-4で破り初優勝。
- 8月26日 - ロッテの西村徳文が千葉マリンスタジアムでの対ダイエー19回戦の八回裏に三塁盗塁を決め、プロ通算350盗塁を達成[67]。
- 8月30日 - 広島の江藤智が広島市民球場での対横浜ベイスターズ23回戦の8回裏に24号本塁打を打ち、日本プロ野球タイ記録、セ・リーグ新記録の月間16本塁打[68]。

### 9月
- 9月10日 - 東京ドームでの巨人対広島24回戦で巨人は5-19で敗れ、1試合被安打25、19失点の球団ワースト記録[69]。
- 9月14日
  - オリックスのイチローが東京ドームでの対日本ハム25回戦の三回裏に安打を打ち、シーズン192本安打のプロ野球最多記録を更新[70]。
  - 【MLB】MLBコミッショナー代行のバド・セリグが1994年レギュラーシーズンの残り試合、1994年のプレイオフ（ディビジョンシリーズとリーグチャンピオンシップシリーズ）、1994年のワールドシリーズの中止を発表。ワールドシリーズの中止は1904年以来2回目となった[71]。
- 9月15日
  - 広島の北別府学が広島市内のホテルで記者会見し、今季限りでの現役引退を表明[72]。
  - 日本ハムファイターズ監督の大沢啓二の辞任が正式に決まる[71]。
- 9月18日 - 近鉄の中村紀洋が藤井寺球場での対日本ハム25回戦でサイクル安打を達成[73]。
- 9月20日 - オリックスのイチローがグリーンスタジアム神戸での対ロッテ24回戦の一回裏に安打、三回裏に安打、六回裏に二塁打を打ち、日本プロ野球史上初のシーズン200安打を達成[74]。
- 9月25日 - 日本ハムは大島康徳と柴田保光が今季限りで現役引退すると発表[75]。

### 10月
- 10月1日 - ダイエーの秋山幸二が福岡ドームでの対日本ハム25回戦の8回裏に22号2点本塁打を放ち、プロ通算350本塁打を達成[76]。
- 10月2日 - 近鉄対西武26回戦が藤井寺球場で行われ西武が近鉄に8-2で勝利し、パ・リーグ優勝達成。パ・リーグ史上初めてリーグ5連覇を達成[77]。
- 10月6日 - 神宮球場でのヤクルト対巨人26回戦で巨人がヤクルトに6対2にで敗れ[78]、ナゴヤ球場での中日対阪神26回戦で中日が10対2で勝利し[79]、巨人と中日が共に69勝60敗で並ぶ。これで8日のナゴヤ球場での中日対巨人26回戦は、勝った方がリーグ優勝という大一番となり、1973年以来プロ野球史上2度目の最終決戦となる[80]。
- 10月8日 - ナゴヤ球場で中日対巨人26回戦が行われ、巨人が6-3で勝利し、27度目のセ・リーグ優勝達成（10.8決戦）[81]。
- 10月9日
  - セ・リーグは全日程が終了[82]。
  - オリックスのイチローがグリーンスタジアム神戸での対近鉄26回戦で4打数2安打を記録し、張本勲が1970年に記録した3割8分3厘を更新するパ・リーグ新記録の3割8分5厘を記録[83]。
  - ヤクルトは角富士夫が今季限りで現役引退すると発表[84]。
- 10月10日 - パ・リーグは全日程が終了[85]。
- 10月12日 - ダイエーは福岡市内のホテルで記者会見し、新監督に野球解説者の王貞治が就任すると正式発表[86]。
- 10月13日 - 巨人の西本聖が今季限りで現役引退すると表明[87]。
- 10月15日 - 日本ハムは都内のホテルで新監督に野球解説者の上田利治が就任したと発表[88]。
- 10月19日 - 中日は小松辰雄が今季限りで現役引退し、来シーズンより2軍投手コーチに就任すると発表[89]。
- 10月29日 - 日本シリーズの第6戦が東京ドームで行われ、巨人が西武に3対1で勝利し、日本シリーズ優勝[90]。
- 10月31日
  - 1994年度のプロ野球セ・パ両リーグの最優秀選手、最優秀新人、ベストナインを決める記者投票の開票が東京・銀座の朝日生命ビルで行われ最優秀選手にセは巨人の桑田真澄、パはオリックスのイチロー、最優秀新人はセが阪神の藪恵一、パは渡辺秀一が選出される[91][92]。
  - 広島の長冨浩志と日本ハムの木村拓也プラス金銭のトレードが成立したと広島、日本ハム両球団が発表[93]。

### 11月
- 11月1日
  - ロッテはゼネラルマネージャーに広岡達朗、新監督に元テキサス・レンジャーズ監督のボビー・バレンタインの就任を正式に発表[94]。
  - 西武監督の森祇晶が東京・渋谷のコクド本社にオーナーの堤義明を訪ね、今季限りでの辞任を申し出て了承される[95]。
  - 正力松太郎賞の選考が行われ、巨人の監督の長嶋茂雄とオリックスのイチローの2人が初めて選ばれる[96]。
- 11月2日 - 阪神の久保康生が甲子園球場内の球団事務所にて契約更改し、球団の勧めでフリーエージェントを宣言し同時に年俸5000万円（推定）でサイン[97]。
- 11月4日
  - 日本ハムの高木豊が今季限りでの現役引退を表明[98]。
  - オリックスのパンチ佐藤が今季限りでの現役引退を表明[99]。
  - ヤクルトの内藤尚行とロッテの青柳進のトレードをヤクルト、ロッテ両球団が発表。ヤクルトの金沢次男のロッテへの無償トレードも併せて発表[100]。
- 11月5日 - 西武の石毛宏典が所沢市の球団事務所にて専務の小野賢二と球団代表の清水信人から監督就任を要請を受けるが、石毛は現役に拘りたいとして就任を断り、球団も説得を断念[101]。
- 11月7日
  - 西武はOBで野球解説者の東尾修が新監督に就任したと正式に発表[102]。
  - 近鉄の阿波野秀幸と巨人の香田勲男のトレードが成立したと近鉄、巨人両球団が正式に発表[103]。
- 11月8日 - 西武は球団代表の清水信人を更迭し、後任に専務の小野賢二が就任すると発表[104]。
- 11月15日 - 巨人の篠塚和典が今季限りでの現役引退を正式に表明[105]。
- 11月16日 - 中日の近藤真市が球団事務所にて球団社長の中山了と話合い、今季限りで現役を引退し打撃投手となることが決定[106]。
- 11月18日 - プロ野球のドラフト会議が午前11時から高輪プリンスホテルにて行われる[107]。

### 12月
- 12月1日 - 阪神の郭李建夫が球団との契約更改交渉に父親と同伴で臨む。球団代表の沢田邦昭は父親の同伴については通訳であるとの認識を示し、契約更改では第三者の同席は基本的に認められず、今回は特殊なケースであるとの見解を示す[108]。
- 12月5日 - 巨人は東京都内のホテルにてフリー・エージェント宣言していた前広島の川口和久と前ヤクルト広沢克己の入団を正式に発表[109]。
- 12月6日 - ダイエーは福岡市内のホテルにて西武からFA宣言していた工藤公康の入団を発表[110]。
- 12月13日
  - 西武からFA宣言した石毛宏典がダイエーに移籍[111]。
  - ヤクルトを退団したジャック・ハウエルが巨人へ入団。

## 誕生

### 1月
- 1月1日 - ラマン・ウェイド・ジュニア
- 1月6日 - 乙坂智
- 1月17日 - 神里和毅
- 1月18日 - 高橋周平
- 1月23日 - アディソン・ラッセル
- 1月25日 - 北方悠誠

### 2月
- 2月3日 - ルーグネッド・オドーア
- 2月4日 - ライメル・タピア
- 2月11日 - ダンズビー・スワンソン
- 2月14日 - 茂木栄五郎
- 2月20日 - ルイス・セベリーノ

### 3月
- 3月5日 - エクトル・メンドーサ
- 3月22日 - エドウィン・ディアス
- 3月22日 - ダニエル・ロバートソン
- 3月29日 - マット・オルソン
- 3月30日 - アレックス・ブレグマン

### 4月
- 4月1日 - デビッド・ダール
- 4月7日 - ジョシュ・ヘイダー
- 4月12日 - 藤浪晋太郎
- 4月16日 - アルバート・アルモーラ・ジュニア
- 4月16日 - 岡野祐一郎
- 4月18日 - 武田健吾
- 4月20日 - 京田陽太
- 4月22日 - 柳裕也
- 4月27日 - コーリー・シーガー
- 4月30日 - ホセ・ペラザ

### 5月
- 5月2日 ｰ 森山恵佑
- 5月6日 ｰ 石井一成
- 5月13日 - 田村龍弘
- 5月17日 - 溝脇隼人
- 5月27日 - ホセ・ベリオス

### 6月
- 6月12日 - 田原啓吾

### 7月
- 7月5日 - 大谷翔平
- 7月6日 - アンドリュー・ベニンテンディ
- 7月11日 - ジョン・デュプランティエ
- 7月14日 - ルーカス・ジオリト
- 7月14日 - カーソン・ケリー
- 7月15日 - エマニュエル・ラミレス
- 7月20日 - アンソニー・アルフォード
- 7月23日 - アルバート・ミネオ
- 7月30日 - 柿澤貴裕

### 8月
- 8月4日 - オーランド・アルシア
- 8月4日 - 濱田達郎
- 8月5日 - 古長拓
- 8月11日 - 辻東倫
- 8月12日 - イアン・ハップ
- 8月18日 - 鈴木誠也
- 8月19日 - 森雄大
- 8月20日 - 水口拓弥
- 8月29日 - アレックス・レイエス

### 9月
- 9月22日 - カルロス・コレア
- 9月27日 - サムエル・アダメス
- 9月28日 - マニュエル・マーゴット

### 10月
- 10月8日 - 加藤豪将

### 11月
- 11月9日 - 近本光司

### 12月
- 12月10日 - 西川龍馬
- 12月19日 - 大山悠輔
- 12月24日 - ミゲル・カストロ

## 死去
- 2月12日 - レイ・ダンドリッジ（*1913年）
- 4月17日 - 宇野光雄（*1917年）
- 5月30日 - 真田重蔵（*1923年）
- 6月23日 - マーブ・スロンベリー（*1933年）
- 7月14日 - シーザー・トーバー（*1940年）
- 10月30日 - フランク・コギンス（*1944年）
- 11月25日 - 坂本文次郎（*1926年）